# Smrt in državni pogreb papeža Benedikta XVI.
31. decembra 2022 je ob 09:34 po srednjeevropskem času ( UTC+1) v samostanu Mater Ecclesiae v Vatikanu v starosti 95 let umrl zaslužni papež Benedikt XVI. Benedikt je bil zaslužni papež od svojega odstopa z mesta voditelja Rimskokatoliške cerkve leta 2013. Po njegovi smrti je Sveti sedež sporočil, da bo njegovo truplo od 2. januarja 2023 do pogreba ležalo v baziliki svetega Petra.
Novica o njegovi smrti je prišla potem, ko je papež Frančišek, Benediktov naslednik, 28. decembra oznanil poslabšanje Benediktovega zdravstvenega stanja in vernike prosil za molitev. Njegova smrt je zaznamovala konec devetletnega obdobja v zgodovini katoliške cerkve, v katerem sta dva papeža živela v Vatikanu. Pogreb papeža Benedikta XVI. bo predvidoma 5. januarja 2023.

## Ozadje
Kardinal Joseph Ratzinger, takratni prefekt Dikasterija za verski nauk, je bil 19. aprila 2005 izvoljen za papeža Benedikta XVI., naslednika Janeza Pavla II., ki je umrl 2. aprila 2005. Kot papež je odstopil 28. februarja 2013 ob 20.00 (CET), kar je bila prva papeška renunciatura v skoraj šeststo letih od odstopa papeža Gregorja XII. leta 1415, in prvi prostovoljni odstop od odstopa papeža Celestina V. leta 1294. Kot razlog za odstop je posebej navedel slabšanje zdravstvenega stanja.
Oktobra in novembra 2017 je po Facebooku zakrožila fotografija, na kateri so Benedikt XIV., nemški novinar Peter Seewald in Stefan Oster, škof iz Passaua. Slika je prikazovala Benedicta z modrico na očesu. Po zdrsu v njegovi hiši en teden pred tem, je utrpel hematom. Hematom je sprožil ugibanja o njegovem zdravju.
1. julija 2020 je v Nemčiji umrl Benediktov brat Georg Ratzinger, kmalu po obisku Benedikta.
3. avgusta 2020 so po špekulacijah v nemških medijih in po Seewaldovem obisku 1. avgusta, Benediktovi pomočniki razkrili, da trpi za vnetjem trigeminalnega živca, vendar da stanje ni resno. Malteški kardinal Mario Grech je 2. decembra 2020 za Vatican News poročal, da ima Benedikt resne težave pri govorjenju in da naj bi skupini kardinalov izjavil, da mu je "Gospod odvzel govor, da bi mi omogočil, da cenim tišino".
Benedikt je 4. septembra 2020 s 93 leti, 4 meseci in 16 dnevi postal najdlje živeči papež in prehitel papeža Leona XIII., ki je umrl leta 1903.

## Zadnji dnevi
Papež Frančišek je v tedenski splošni avdienci 28. decembra 2022 sporočil, da je papež Benedikt zelo bolan. Frančišek ni razkril natančne narave njegove bolezni, pozval pa je k molitvi za Benedikta. Kasneje istega dne je Matteo Bruni, direktor Tiskovnega urada Svetega sedeža, Benediktovo bolezen pripisal starosti in razkril, da je bil Benedikt pod zdravniškim nadzorom v samostanu Mater Ecclesiae v Vatikanu, kjer je živel od svojega odstopa. Bruni je povedal, da je Frančišek po avdienci obiskal Benedikta. Na dan smrti papeža Benedikta je Bruni izjavil, da je Benedikt XVI. 28. decembra prejel bolniško maziljenje.
Bruni je 29. decembra dejal, da je stanje papeža Benedikta "resno, aampak stabilno" in da je "popolnoma luciden in buden". Naslednji dan je Tiskovni urad Svetega sedeža izjavil: »Sinoči se je zaslužni papež lahko dobro odpočil. Tudi on je včeraj popoldne sodeloval pri obhajanju svete maše v svoji sobi. Trenutno je njegovo stanje stabilno." Istega dne je bila v baziliki svetega Janeza v Lateranu darovana posebna maša za Benedikta XVI., ki je bila načrtovana dan prej.

### Smrt
Papež Benedikt XVI. je umrl 31. decembra 2022 ob 9.34. zjutraj CET v starosti 95 let v samostanu Mater Ecclesiae.
Istega dne je Sveti sedež objavil duhovno oporoko papeža Benedikta z dne 29. avgusta 2006, ki pa ni bila objavljena vse do njegove smrti.

## Pogreb
Sveti sedež ima protokol ob smrti in pogrebu papežev; vendar so ti načrti posebej usmerjeni v smrt trenutnih papežev. Zaradi odsotnosti tovrstnih dogodkov postopek ob smrti papeža Benedikta javnosti ni znan, pri čemer je Sveti sedež sprva izjavil, da bo načrte pogreba razkril v nekaj urah po njegovi smrti in da bo njegovo truplo od 2. januarja 2023 ležalo v cerkvi sv. Petra. Direktor tiskovnega urada Matteo Bruni je povedal, da bo pogreb 5. januarja, maševal pa bo papež Frančišek. Vladi Nemčije in Italije sta edini upravičeni do uradne delegacije.
Sveti sedež je 31. decembra sporočil, da bodo posmrtne ostanke papeža Benedikta XVI. pokopali v kripti pod baziliko svetega Petra.